# Хамама, Фатен
Фа́тен Хама́ма (араб. فاتن حمامة‎), настоящее имя — Фатен Ахмед Хамама (араб. فاتن احمد حمامة‎), (27 мая 1931, Эль-Мансура, Египет — 17 января 2015) — звезда египетского кинематографа XX века, которую смело можно назвать номером один из киноактрис Египта, о чём свидетельствует список «Мастеров египетского кино» в IMDb, где её имя занимает 16 позицию (до неё 15 имён — мужчины). Во время празднования 100-летия египетской кинематографии в 1996 году Фатен Хамаму назвали самой выдающейся из актрис национального кино, а 18 из её фильмов вошли в число лучших 150, из сделанных к тому времени. Неудивительно, что в 2000 году ассоциация кинокритиков Египта назвала актрису звездой века.

## Биография

### Ранние годы
Фатен родилась в бедной мусульманской семье. Её отец Ахмед Хамама работал школьным учителем в Мансуре, а мать была домохозяйкой. У Фатен были старший брат Мунир, младшая сестра Лайла и младший брат Мазхар.
Фото семилетней Фатен было отправлено родителями в популярный египетский еженедельник «Мессавар», где на неё обратил внимание кинорежиссёр Мохаммед Карим, искавший маленькую девочку на роль в фильме «Счастливый день» (1938). В тринадцать лет Фатен поступила в школу театрального искусства в Каире и с этого же времени она много снимается, делая по нескольку киноролей в год.

### Карьера в кино
Новый этап в карьере молодой актрисы начался с мелодрам известного в Египте режиссёра Юсефа Вахби «Ангел милосердия» и «Красная маска» (оба — 1946) .
До революции 1952 года в Египте три четверти кинопродукции составляли музыкальные комедии. Остальные фильмы — детективы и мелодрамы, также с обязательными песнями и танцем живота. После июльской революции в 1950-е годы в египетской кинематографии появилась целая плеяда новых режиссёров и этот период принято называть «золотым веком египетского кино». Фатен Хамама удачно вписалась в обновлённый кинематограф, сыграв у таких мэтров режиссуры, как Салах Абу Сейф в кассовом хите тех лет, показанном на Каннском кинофестивале «Твой день, деспот» (1952) и Юсеф Шахин, у которого актриса снимется в его дебютном фильме «Сын Амина» (1950), а затем в наиболее значительной его работе «Небо ада» (1954, в советском прокате — «Борьба в долине»), также показанной в рамках Каннского киносмотра и получившей международное признание.
В советском кинопрокате в разные годы демонстрировались фильмы с участием Фатен Хамамы «Борьба в долине» (1954), «Встреча со счастьем» (1954), «Любовь и слёзы» (1956), «Открытая дверь» (1963), «Требую решения!» (1975) — фильмы, которые возвышаются над средним уровнем египетской кинематографии.
Фатен Хамама покидала Египет в период 1966—1971 годов из-за политического давления на неё. В эти годы она будет жить то в Ливане, то в Лондоне. Президент Египта того периода Гамаль Абдель Насер попросит некоторых известных людей страны (критиков и писателей), чтоб они обратились к актрисе и попытались убедить её вернуться на родину, так как по его словам «Фатен Хамама — это национальное сокровище». Её возвращение в Египет в 1971 году вдохнуло жизнь в египетское кино.
В 1980—1990-е годы актриса снималась очень мало, а в последующем вообще ушла из кинематографа на заслуженный отдых, изредка появляясь на телеэкране в сериалах. В Каире, на улице М. Рауде, открыт кинотеатр, названный в её честь «Фатен Хамама».

### Личная жизнь
В 1947 году Фатен Хамама вышла замуж за режиссёра Эззель Дина Зульфикара (Ezzel Dine Zulficar), от которого родила дочь Надию Зульфикар.
В 1954 году пара оформит развод, так как Фатен Хамама познакомится на съёмках фильма «Небо ада» (1954) с молодым актёром Омаром Шарифом, в которого влюбится. Шариф принял ислам и женился на ней после её развода с Зульфикаром. Пара снимется во многих фильмах 1950-х и их романтические отношения отчётливо видны на киноэкране. В этом союзе родится сын Тарек Шариф, однако из-за постоянных съёмок Омара Шарифа в Голливуде и Европе в 1960—1970-е годы их брак даст трещину и в 1974 году они оформят развод.
Фатен Хамама позже вышла замуж за доктора Мохамеда Абдель Вахаба (Mohamed Abdel Wahab), египетского врача. Жила в Каире.

## Призы и награды
- Национальный приз за актёрское мастерство в фильме «Моё прошлое» (1951).
- Приз за актёрское мастерство в Бейруте за роль в фильме «Помилуй» (1954).
- Приз Египетского католического киноцентра за роль в фильме «Встреча со счастьем» (1954).
- Премия за лучшее исполнение женской роли на МКФ в Джакарте за роль в фильме «Открытая дверь» (1964).
- Специальное упоминание на МКФ в Тегеране в 1972 году за роль в фильме «Тонкая нить» (1971).
- Специальное упоминание на МКФ в Тегеране в 1975 году за роль в фильме «Требую решения!».
- Премии МКФ в Каире и МКФ в Тегеране в 1977 году за роль в фильме «Afwah wa araneb».
- Премия МКФ в Карфагене в 1988 году за роль в фильме «Горькие дни… хорошие дни» (1988).
- Удостоена двух Специальных наград МКФ в Каире (1991, 1996) и Премии за пожизненные достижения на МКФ в Александрии, Египет, 2001.

## Фильмография
| Избранная фильмография Фатен Хамама | Избранная фильмография Фатен Хамама                      | Избранная фильмография Фатен Хамама | Избранная фильмография Фатен Хамама | Избранная фильмография Фатен Хамама | Избранная фильмография Фатен Хамама |
| Год                                 | Русское название                                         | Оригинальное название               | Название в латинской транскрипции   | Режиссёр                            | Роль                                |
| ----------------------------------- | -------------------------------------------------------- | ----------------------------------- | ----------------------------------- | ----------------------------------- | ----------------------------------- |
| 1930-е годы                         |                                                          |                                     |                                     |                                     |                                     |
| 1938                                | «Счастливый день»                                        | يوم سعيد                            | Yom said                            | Мохаммед Карим                      | Аниса                               |
| 1940-е годы                         |                                                          |                                     |                                     |                                     |                                     |
| 1944                                | «Пуля в сердце»                                          | رصاصة فى القلب                      | Russassa fil kalb                   | Мохаммед Карим                      | Нагва                               |
| 1945                                | «Начало месяца»                                          | أول الشهر                           | Awal el shahir                      | Абдель Фаттах Хассан                |                                     |
| 1946                                | «Белый ангел»                                            | الملاك الأبيض                       | El malak el abiad                   | Ибрагим Эмара                       |                                     |
| 1946                                | «Мирская жизнь»                                          | دنيا                                | Dunia                               | Мохаммед Карим                      |                                     |
| 1946                                | «Ангел милосердия»                                       | ملاك الرحمة                         | Malak al rahma                      | Юсеф Вахби                          |                                     |
| 1946                                | «Красная маска»                                          | القناع الأحمر                       | Al-kena al ahmar                    | Юсеф Вахби                          |                                     |
| 1947                                | «Ангелы в аду»                                           | ملائكة في جهنم                      | Malika fi gehennam                  | Хасан аль-Имам                      |                                     |
| 1947                                | «Небесный свет»                                          | نور من السماء                       | Nour minel samaa                    | Хасан Хелми                         |                                     |
| 1947                                | «---»                                                    | أبو زيد الهلالى                     | Abu Zeid el Hilali                  | Эззель Дин Зульфикар                |                                     |
| 1947                                | «Она была ангелом»                                       | كانت ملاكا                          | Kanat malakan                       | Аббас Камель                        |                                     |
| 1948                                | «Маленький миллионер»                                    | المليونيرة الصغيرة                  | El millionaira el saghira           | Камаль Баракат                      |                                     |
| 1948                                | «Сложная жизнь»                                          | حياه حائره                          | Hayat haira                         | Ахмед Салем                         |                                     |
| 1948                                | «Наказание»                                              | العقاب                              | El ikab                             | Генри Баракат                       |                                     |
| 1948                                | «Бессмертие»                                             | خلود                                | Khulud                              | Эззель Дин Зульфикар                |                                     |
| 1948                                | «К славе!»                                               | نحو المجد                           | Nahwa al-majd                       | Хусейн Сидки                        | Сухэйр                              |
| 1948                                | «Две сиротки»                                            | اليتيمتين                           | El yatimatain                       | Хасан аль-Имам                      |                                     |
| 1948                                | «Недостающее звено»                                      | الحلقة المفقودة                     | El halaka el safkuda                | Ибрагим Лама                        |                                     |
| 1949                                | «Тайна исповеди»                                         | كرسي الاعتراف                       | Kursi el iteraf                     | Юсеф Вахби                          | Филеберта                           |
| 1949                                | «Хозяйка дома»                                           | ست البيت                            | Sitt el beit                        | Ахмед Кемаль Мурси                  | Эльхам                              |
| 1949                                | «---»                                                    | كل بيت له راجل                      | Kul beit illa rajul                 | Ахмед Кемаль Мурси                  | Фатен (дочь)                        |
| 1950-е годы                         |                                                          |                                     |                                     |                                     |                                     |
| 1950                                | «Папа Амин»                                              | بابا أمين                           | Baba Amin                           | Юсеф Шахин                          | Худа                                |
| 1950                                | «Этика на продажу»                                       | أخلاق للبيع                         | Akhlak lel beia                     | Махмуд Зульфикар                    |                                     |
| 1950                                | «---»                                                    | ظلمونى الناس                        | Zalamuni el nass                    | Хасан аль-Имам                      |                                     |
| 1950                                | «Я — последний»                                          | أنا الماضى                          | Ana al maadi                        | Эззель Дин Зульфикар                |                                     |
| 1951                                | «Сын Нила»                                               | ابن النيل                           | Ibn el Nil                          | Юсеф Шахин                          | Зубейда                             |
| 1951                                | «Прощай, моя любовь»                                     | وداعا يا غرامى                      | Widaan ya gharami                   | Омар Гомаи                          |                                     |
| 1951                                | «Я хорошего происхождения»                               | أنا بنت ناس                         | Ana bint nass                       | Хасан аль-Имам                      |                                     |
| 1951                                | «Твой день, деспот»                                      | لك يوم يا ظالم                      | Laka yom ya zalem                   | Салах Абу Сейф                      | Немат                               |
| 1951                                | «И вправду родился сын»                                  | ابن الحلال                          | Ibn el halal                        | Сейф эд-Дин Шаукат                  |                                     |
| 1951                                | «Тайны людей»                                            | أسرار الناس                         | Asrar el naas                       | Хасан аль-Имам                      |                                     |
| 1952                                | «Спросите моё сердце»                                    | سلوا قلبى                           | Isalu kalbi                         | Эззель Дин Зульфикар                |                                     |
| 1952                                | «Адвокат Фатима»                                         | الاستاذة فاطمة                      | El ustaza Fatma                     | Фатин Абдель Вахаб                  | Фатима (адвокат)                    |
| 1952                                | «Кому я могу пожаловаться?»                              | أشكى لمين                           | Ashki limin?                        | Ибрагим Эмара                       | Надия                               |
| 1952                                | «Дом №13»                                                | المنزل رقم 13                       | El manzel rakam tletash             | Камаль эль-Шейх                     | Надия                               |
| 1952                                | «Сиротские деньги»                                       | أموال اليتامى                       | Amwal el yatama                     | Джамаль Мадкур                      | Захира                              |
| 1952                                | «Великий клоун»                                          | المهرج الكبير                       | Al-muharrij al-Kabir                | Юсеф Шахин                          |                                     |
| 1952                                | «Время чудес»                                            | زمن العجائب                         | Zaman el ajab                       | Хасан аль-Имам                      | Нэмат                               |
| 1952                                | «Чаша страданий»                                         | كأس العذاب                          | Cass el azab                        | Хасан аль-Имам                      | Грейс                               |
| 1952                                | «Прекрасные цветы»                                       | الزهور الفاتنة                      | El zuhur el fatina                  | Джамаль Мадкур                      |                                     |
| 1952                                | «Песнь бессмертия»                                       | لحن الخلود                          | Lahn al khouloud                    | Генри Баракат                       |                                     |
| 1953                                | «После прощания»                                         | بعد الوداع                          | Baad al wedah                       | Ахмад Дыя эд-Дин                    | Амина                               |
| 1953                                | «Аиша»                                                   | عائشة                               | Aisha                               | Джамаль Мадкур                      | Аиша                                |
| 1953                                | «Рабы денег»                                             | عبيد المال                          | Abid el mal                         | Фатин Абдель Вахаб                  | Фатхийя                             |
| 1953                                | «Любовь в темноте»                                       | حب فى الظلام                        | Hub fil zalam                       | Хасан аль-Имам                      | Нэмат                               |
| 1954                                | «Несправедливый ангел»                                   | الملاك الظالم                       | El malak el zalem                   | Хасан аль-Имам                      | Надия                               |
| 1954                                | «Сердца людей»                                           | قلوب الناس                          | Kuloub el naas                      | Хасан аль-Имам                      | Грейс                               |
| 1954                                | «Следы на песке»                                         | آثار فى الرمال                      | Athar ala alremal                   | Джамаль Мадкур                      | Раджия                              |
| 1954                                | «Небо ада» (в советском кинопрокате — «Борьба в долине») | صراع فى الوادى                      | Siraa Fil-Wadi                      | Юсеф Шахин                          | Амаль                               |
| 1954                                | «Всегда твоя»                                            | دايماً معاك                          | Daiman maak                         | Генри Баракат                       | Тефида                              |
| 1954                                | «---»                                                    | ارحم دموعى                          | Irham demoui                        | Генри Баракат                       |                                     |
| 1954                                | «Встреча со счастьем»                                    | موعد مع السعادة                     | Moawad ma al hayat                  | Эззель Дин Зульфикар                | Эхсан / Амаль                       |
| 1955                                | «---»                                                    | يامنا الحلوة                        | Ayyamine el helwa                   | Хелми Халим                         | Хода                                |
| 1955                                | «Наши лучшие дни»                                        | ايامنا الحلوة                       | Ayyamine el helwa                   | Хелми Халим                         | Рамзи                               |
| 1955                                | «С нами бог»                                             | الله معنا                           | Allah maana                         | Ахмед Бадрхан                       | актриса                             |
| 1955                                | «Любовь и слёзы»                                         | حب ودموع                            | Hub wa demoue                       | Камаль аш-Шейх                      | Фатма                               |
| 1956                                | «Тёмные воды»                                            | صراع فى الميناء                     | Siraa Fil-Wadi                      | Юсеф Шахин                          |                                     |
| 1956                                | «Назначение с любовью»                                   | موعد غرام                           | Mawad gharam                        | Генри Баракат                       | Наваль                              |
| 1956                                | «У сердца есть свои причины»                             | القلب له أحكام                      | El kalb loh ahkam                   | Хелми Халим                         | Карима                              |
| 1957                                | «Земля мира»                                             | أرض السلام                          | Ard el salam                        | Камаль аш-Шейх                      | Сальма                              |
| 1957                                | «Я никогда не буду плакать»                              | لن أبكى أبداً                        | Lan abki abadan                     | Хасан аль-Имам                      |                                     |
| 1957                                | «Ночь без утра»                                          | لا أنام                             |                                     | Салах Абу Сейф                      | Надия Лутфи                         |
| 1957                                | «Дорога надежды»                                         | طريق الأمل                          | Tarik el amal                       | Эззель Дин Зульфикар                |                                     |
| 1958                                | «Не прячьте солнце»                                      | الطريق المسدود                      | El tarik el masdud                  | Салах Абу Сейф                      | Файза                               |
| 1958                                | «Дама из замка»                                          | سيدة القصر                          | Sayedat el kasr                     | Камаль аш-Шейх                      | Сэйсэн                              |
| 1958                                | «До встречи»                                             | حتى نلتقى                           | Hatta naltaki                       | Генри Баракат                       |                                     |
| 1958                                | «Девственная жена»                                       | الزوجة العذراء                      | El zoja el azraa                    | Эль Сайед Бедейр                    | Мона                                |
| 1959                                | «Среди руин»                                             | بين الأطلال                         | Bain el atlal                       | Эззель Дин Зульфикар                | Мона                                |
| 1959                                | «Крик птицы»                                             | دعاء الكروان                        | Doa al karawan                      | Генри Баракат                       | Амна                                |
| 1960-е годы                         |                                                          |                                     |                                     |                                     |                                     |
| 1960                                | «Река любви»                                             | نهر الحب                            | Nahr el hub                         | Эззель Дин Зульфикар                | Наваль                              |
| 1961                                | «Я не признаюсь»                                         | لن اعترف                            | Lan aataref                         | Камаль аш-Шейх                      | Амаль (жена)                        |
| 1961                                | «Не пытайся изменить солнцу»                             | لا تطفئ الشمس                       | La tutfi el shams                   | Салах Абу Сейф                      | Лайла                               |
| 1962                                | «Чудо»                                                   | المعجزة                             | Al maugh geza                       | Хасан аль-Имам                      |                                     |
| 1963                                | «Каир»                                                   | القاهرة                             | Cairo                               | Вольф Рилла                         | Амина                               |
| 1963                                | «Не время для любви»                                     | لا وقت للحب                         | La wakta lil hub                    | Салах Абу Сейф                      | Фэйзайя                             |
| 1963                                | «Открытая дверь»                                         | الباب المفتوح                       | El bab el maftuh                    | Генри Баракат                       | Лайла                               |
| 1963                                | «Прошлой ночью»                                          | الليلة الأخيرة                      | El laila el akhira                  | Камаль эль-Шейх                     | Надия и её сестра Файзия            |
| 1965                                | «История всей жизни»                                     | حكاية العمر كله                     | Hikayet el omr kulluh               | Хелми Халим                         | Надия                               |
| 1965                                | «Признание»                                              | الأعتراف                            | Egihteraf, -al                      | Саад Арафа                          | Наваль                              |
| 1965                                | «Грех»                                                   | الحرام                              | El haram                            | Генри Баракат                       | Азиза                               |
| 1966                                | «Случай из моей жизни»                                   | شيء في حياتي                        | Shaia fi hayati                     | Генри Баракат                       | Аида                                |
| 1969                                | «Большая любовь»                                         | الحب الكبير                         | Al hob al kabeer                    | Генри Баракат                       | Ханан                               |
| 1970-е годы                         |                                                          |                                     |                                     |                                     |                                     |
| 1971                                | «Золотые пески»                                          | رمال من ذهب                         | Rimal min dhahab                    | Юсеф Шахин                          | Зубайду                             |
| 1971                                | «Ведьма»                                                 | ساحرة                               | Sahira                              | Генри Баракат                       | Суад                                |
| 1971                                | «Тонкая нить»                                            | الخيط الرفيع                        | Kheit al rafeigh, -al               | Генри Баракат                       | Мона                                |
| 1972                                | «Я хочу этого парня»                                     | أريد هذا الرجل                      |                                     | Генри Баракат                       |                                     |
| 1972                                | «Империя М»                                              | امبراطورية ميم                      | Emberatoriet meem                   | Хусейн Камаль                       | мать (Мона)                         |
| 1973                                | «Смертельная песня» (к/м)                                | أغنية الموت                         | Oghneyat elmoot                     | Саид Марзук                         | мать                                |
| 1974                                | «Дорогой»                                                | حبيبتى                              | Habibati                            | Генри Баракат                       | Самия                               |
| 1975                                | «Требую решения!»                                        | أريد حلاً                            | Orid hallan                         | Саид Марзук                         | Дорейя                              |
| 1979                                | «---» (ТВ фильм)                                         | حكاية وراء كل باب                   | Hekaya wara kol bab                 | Саид Марзук                         | три героини в трёх сериях фильма    |
| 1979                                | «Нет утешения женщинам»                                  | ولا عزاء للسيدات                    | Ualla azae lel sayedat              | Генри Баракат                       | Равия                               |
| 1980-е годы                         |                                                          |                                     |                                     |                                     |                                     |
| 1980                                | «Гость к обеду»                                          | ضيف على العشاء                      |                                     | Саид Марзук                         |                                     |
| 1984                                | «Ночь ареста Фатимы»                                     | ليلة القبض على فاطمة                | Leilet al quabd al Fatma            | Генри Баракат                       | Фатима                              |
| 1988                                | «Плохой день и хороший день»                             | يوم مر ويوم حلو                     | Yom mor… yom helw                   | Кейри Бешара                        | Аиша (мать)                         |
| 1990-е годы                         |                                                          |                                     |                                     |                                     |                                     |
| 1991                                | «---»                                                    | ضمير أبلة حكمت                      |                                     | Инам Мухаммед Али                   | Хашим                               |
| 1992                                | «---»                                                    | آيس كريم في جليم                    |                                     | Кейри Бешара                        |                                     |
| 1993                                | «Сказочная страна»                                       | أرض الأحلام                         | Ard el ahlam                        | Дауд Абдель Сайед                   | Наргис                              |
| 1994                                | «Сознание учительницы Хэкмет» (ТВ мини-сериал)           |                                     | Dameer abla Hekmat                  |                                     | Хэкмет                              |
| 2000-е годы                         |                                                          |                                     |                                     |                                     |                                     |
| 2000                                | «Лица Луны» (ТВ сериал)                                  | وجه القمر                           | Wagh el qamar                       | Адель A'Сар                         |                                     |